# Leglock
Leglock es una llave de agarre cuyo objetivo es la pierna del oponente, ya sea el tobillo, la rodilla o la articulación de la cadera. Este tipo de movimiento aparece con varios niveles de restricciones en deportes de combate y artes marciales, tales como el sambo, jiu-jitsu brasileño, artes marciales mixtas, shoot wrestling, lucha libre profesional y demás, mientras que está prohibido en otras disciplinas, como el judo.
Al igual que otras llaves, esta técnica es más efectiva haciendo palanca con todo el cuerpo para asegurar la extremidad apresada. Algunas variantes atacan las articulaciones de la rodilla o la cadera y suelen incluir uso de fuerza para contrarrestar los músculos de esa zona, mientras que otros directamente atacan los ligamentos de la rodilla o del tobillo. Así mismo, pueden incluir varias posiciones de control de la pierna del oponente, aunque algunas de ellas son ilegales en algunas competiciones.
En entrenamientos, estas técnicas son aplicadas de manera lenta y controlada, y menudo no aplican una hiperextensión total para no causar daño. En su lugar, el defensor se rinde antes de que la llave esté totalmente desplegada. En aplicaciones de defensa personal, o cuando se aplican erróneamente o con demasiada fuerza, estas llaves pueden casuar daño en músculos, tendones y ligamentos, e incluso dislocaciones y fracturas óseas.

## Kneebar
Hiza-jūji-gatame (膝十字固め?), también conocida como kneebar o kneelock, es una llave que hiperextiende la pierna, de la misma forma que el armbar hiperextiende el brazo. La variante básica (llamada cross kneelock en la lucha libre profesional) contempla al usuario sujetando la pierna del oponente con brazos y piernas de modo que la rótula apunte hacia el cuerpo del usuario. Empujando con las caderas hacia delante y tirando del pie hacia sí, la pierna es estirada, causando hiperextensión en la rodilla.

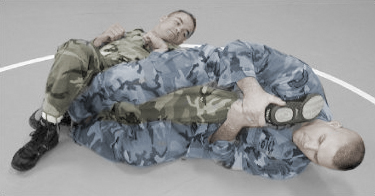
Soldado aplicando un kneebar.

Una variación es aplicada de forma similar, pero en lugar de sujetar la pierna con las manos, se sujeta el pie bajo la axila. Bajando el hombro hacia atrás y empujando con las caderas, se genera una gran presión en la rodilla y ésta es hiperextendida, convirtiéndose además en una llave de la que es más difícil escapar.

## Ankle lock

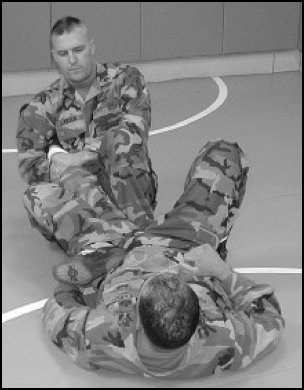
Soldado aplicando un straight ankle lock.

Ankle lock es una llave que se aplica a cualquiera de las articulaciones del tobillo, típicamente hiperextendiendo la articulación talocrural. Este movimiento suele ser realizado de manera que a la vez causa presión en el tendón de Aquiles y en el tríceps sural.

### Achilles lock
Ashi-hishigi (足挫?), también llamada akiresuken-gatame (アキレス腱固め?), Achilles lock o straight ankle lock, es la forma más habitual de llave de tobillo. Se realiza con el usuario usando sus piernas para sujetar una de las del oponente y poniendo su pie bajo la axila, sujetando la pierna con el antebrazo en la parte más baja de la pantorrilla o en el tendón de Aquiles. Empujando con las caderas hacia delante, se hace presión en la articulación del tobillo. El antebrazo sirve como medio adicional de hacer presión, especialmente si se usan las parte huesudas del antebrazo.

### Toe hold
Ashi-dori-garami o toe hold es una llave originaria del judo que utiliza las manos para hiperextender o hiperrotar el tobillo, normalmente agarrando el pie cerca de la puntera y retorciéndolo sobre el tobillo mientras se controla la pierna para inmovilizarle. La variante más habitual utiliza una configuración en forma de cuatro, realizada agarrando del pie con una mano y poniendo la otra bajo el tendón de Aquiles asiendo la muñeca de la primera. De esta manera puede ejercerse una torsión considerable en el tobillo.

## Heel hook

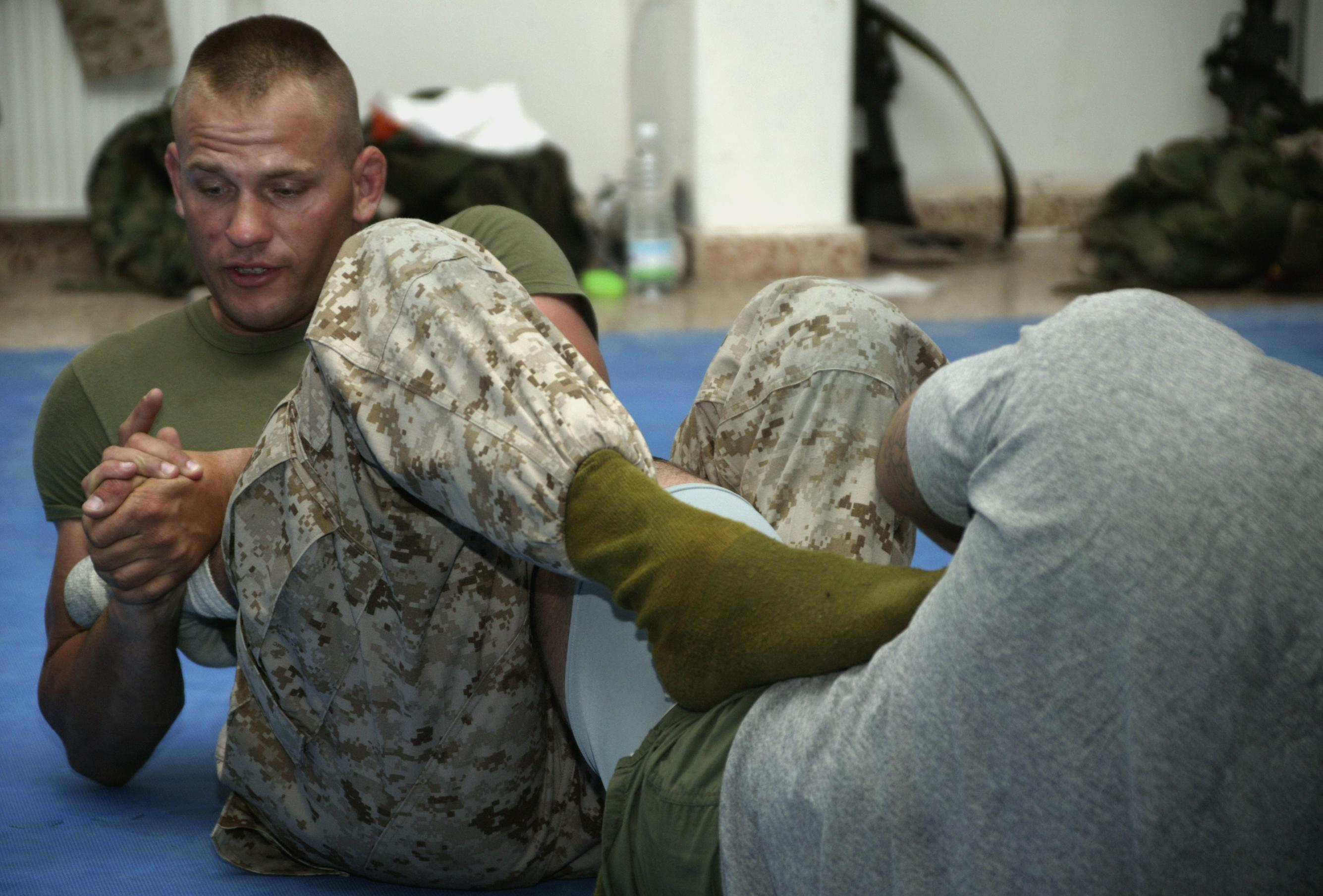
Soldado aplicando un heel hook. El usuario empuja el torso del oponente con el pie para impedir que se incorpore.

Heel hook o heel hold es una llave que afecta a múltiples articulaciones, y se aplica retorciendo transversalmente el pie empujándolo por el talón. La fuerza de torsión genera un enorme torque en el tobillo, que es transmitido a la rodilla. En general, este movimiento es considerado muy peligroso y con un alto ratio de lesión, especialmente en los ligamentos de la rodilla. Por ello, está prohibido en algunos deportes de combate, como por ejemplo el jiu-jitsu brasileño (donde sí está permitido para algunos practicantes experimentados) o el sambo.
Existen algunas variaciones de este movimiento. La más típica de ellas comienza apresando frontalmente la pierna de un oponente, sujetando el pie bajo la axila del usuario. Al mismo tiempo, el usuario usa sus piernas para sujetar la pierna apresada, así como para controlar el movimiento de su cuerpo e impedirle incorporarse lo suficiente como para deshacer la llave. Con esa posición, el usuario puede retorcer el pie asegurando el talón con el antebrazo y usando el cuerpo entero para generar un movimiento de torsión, de esta manera girando el tobillo. Otra variante puede ser aplicada sujetando el pie del oponente en la axila opuesta, y retorcerlo lateralmente; esta variante suele ser llamada inside heel hook o cross heel hook.